# جورج کوپر (بازیکن فوتبال، زاده ۱۹۳۲)
جورج کوپر (انگلیسی: George Cooper; ۱ اکتبر ۱۹۳۲ – ۱۹۹۴ (۶۱−۶۲ سال)) بازیکن فوتبال اهل بریتانیا بود.
از باشگاه‌هایی که در آن بازی کرده‌است می‌توان به باشگاه فوتبال کریستال پالاس و باشگاه فوتبال روچدیل اشاره کرد.